# Up (Cardi B)
Up is een nummer van de Amerikaanse rapper Cardi B uit 2021.
"Up" gaat over Cardi B haar grote succes en populariteit. Het nummer was ook een succes te noemen in de Amerikaanse Billboard Hot 100, waar het de nummer 1-positie bereikte. In Nederland flopte de plaat daarentegen met een 94e positie in de Single Top 100, terwijl het in Vlaanderen succesvoller was met een eerste positie in de Tipparade.